# 구자청
구자청(1967년 11월 22일~)은 대한민국의 양궁 선수 출신 양궁 지도자이다. 1984년 하계 올림픽 남자 개인전에 참가했다.